# Ludia orinoptena
Ludia orinoptena är en fjärilsart som beskrevs av Karsch 1893. Ludia orinoptena ingår i släktet Ludia och familjen påfågelsspinnare. Inga underarter finns listade i Catalogue of Life.